# Palamuse (plaats)
Palamuse is een plaats in de Estlandse gemeente Jõgeva, provincie Jõgevamaa. De plaats heeft 436 inwoners (2021) en heeft de status van groter dorp of ‘vlek’ (Estisch: alevik). Tot in 2017 was ze de hoofdplaats van de gemeente Palamuse, die in dat jaar opging in de gemeente Jõgeva.
Palamuse ligt aan de rivier Amme.
De volksschrijver Oskar Luts ging in Palamuse naar school. Zijn bekendste boeken spelen zich in Palamuse (bij hem: Paunvere) af. De school die hij in Palamuse bezocht, is als museum ingericht. De huidige middelbare school in Palamuse draagt zijn naam: Oskar Lutsu Palamuse Gümnaasium.
Palamuse heeft een middeleeuwse kerk, die in zijn huidige vorm uit de 15e eeuw dateert en gewijd is aan de apostel Bartolomeüs.

## Foto's

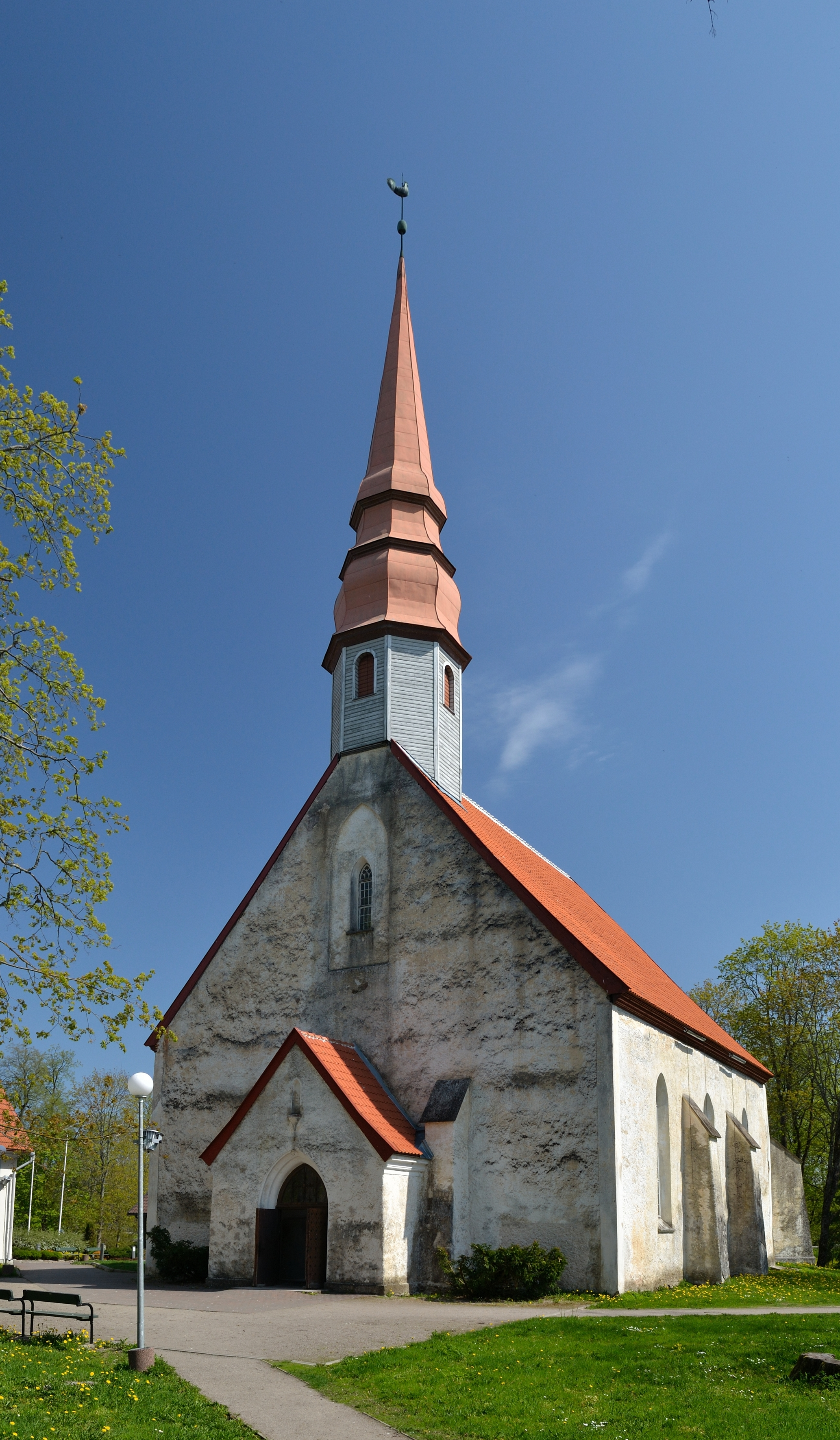
Kerk van Palamuse
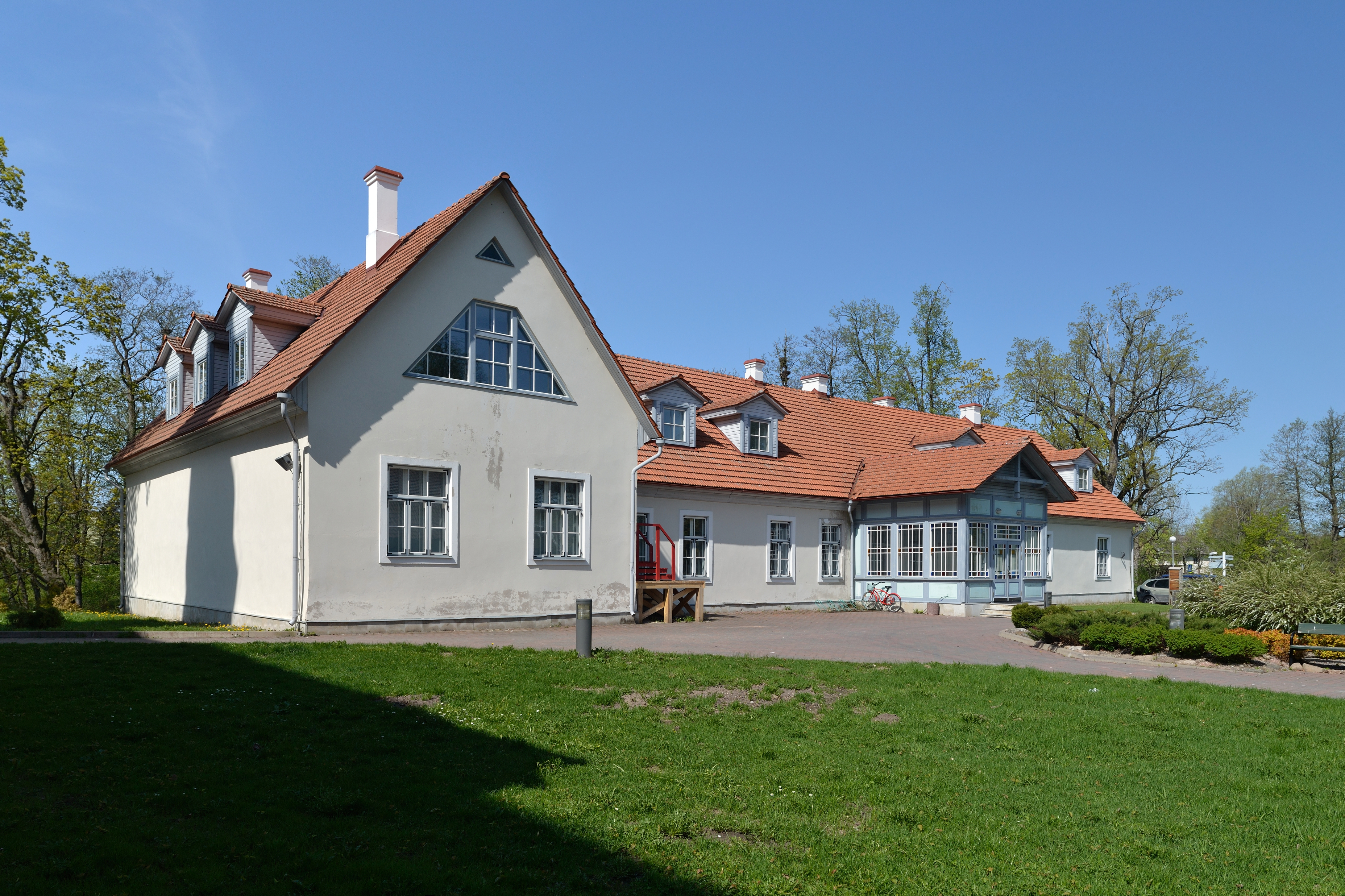
Pastorie
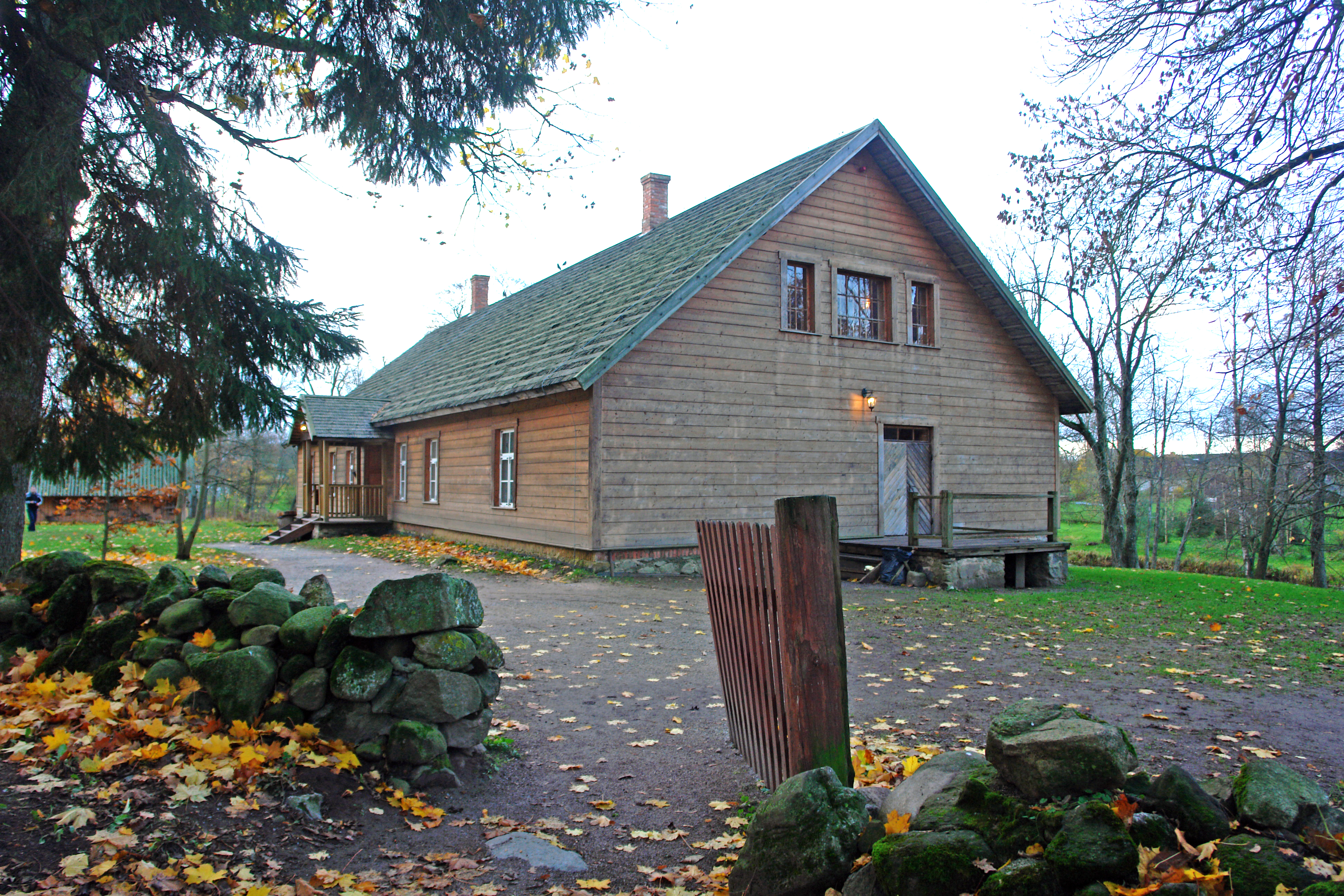
Gewezen parochieschool, nu museum
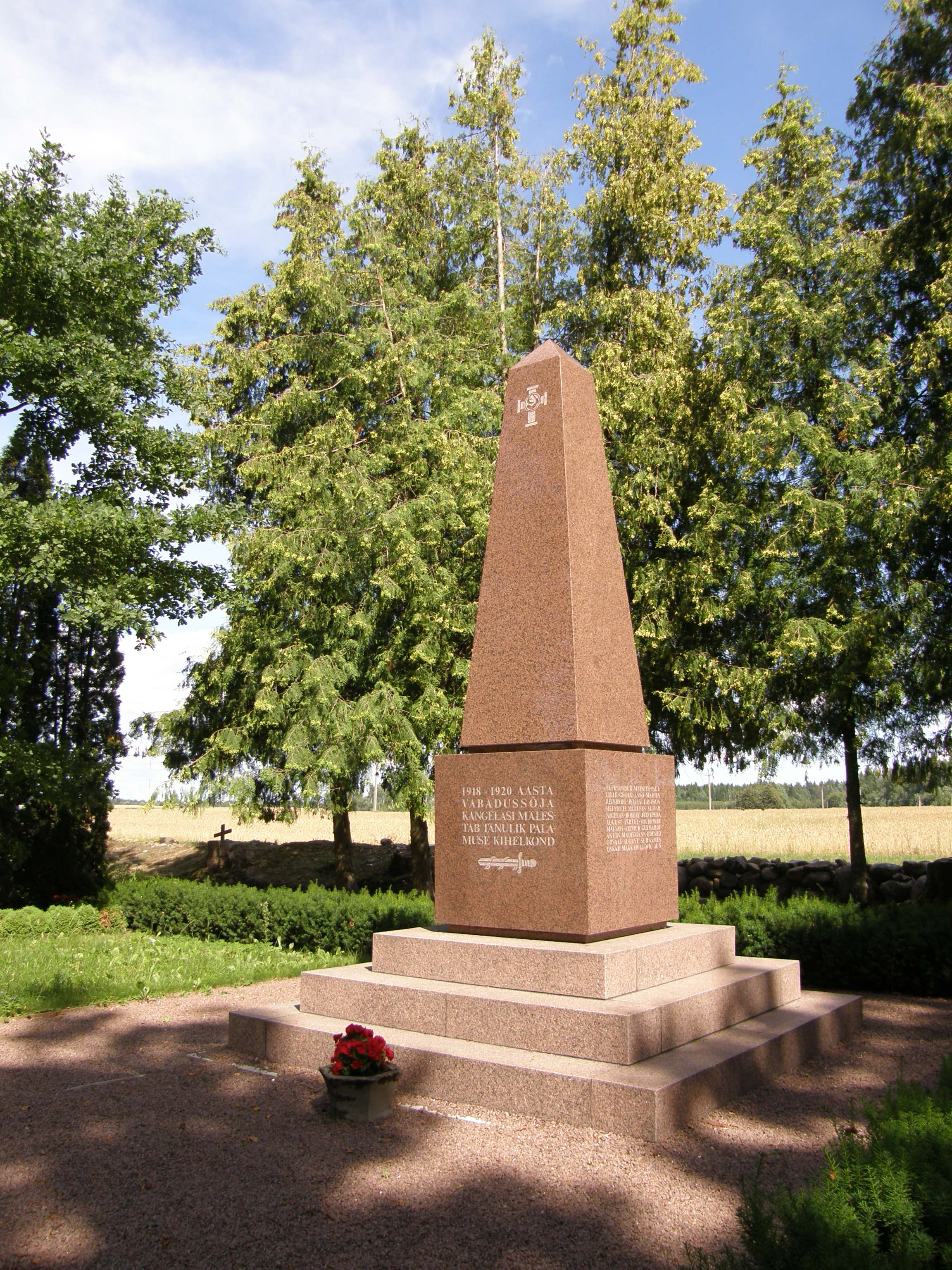
Monument voor de Estische Onafhankelijkheids-oorlog
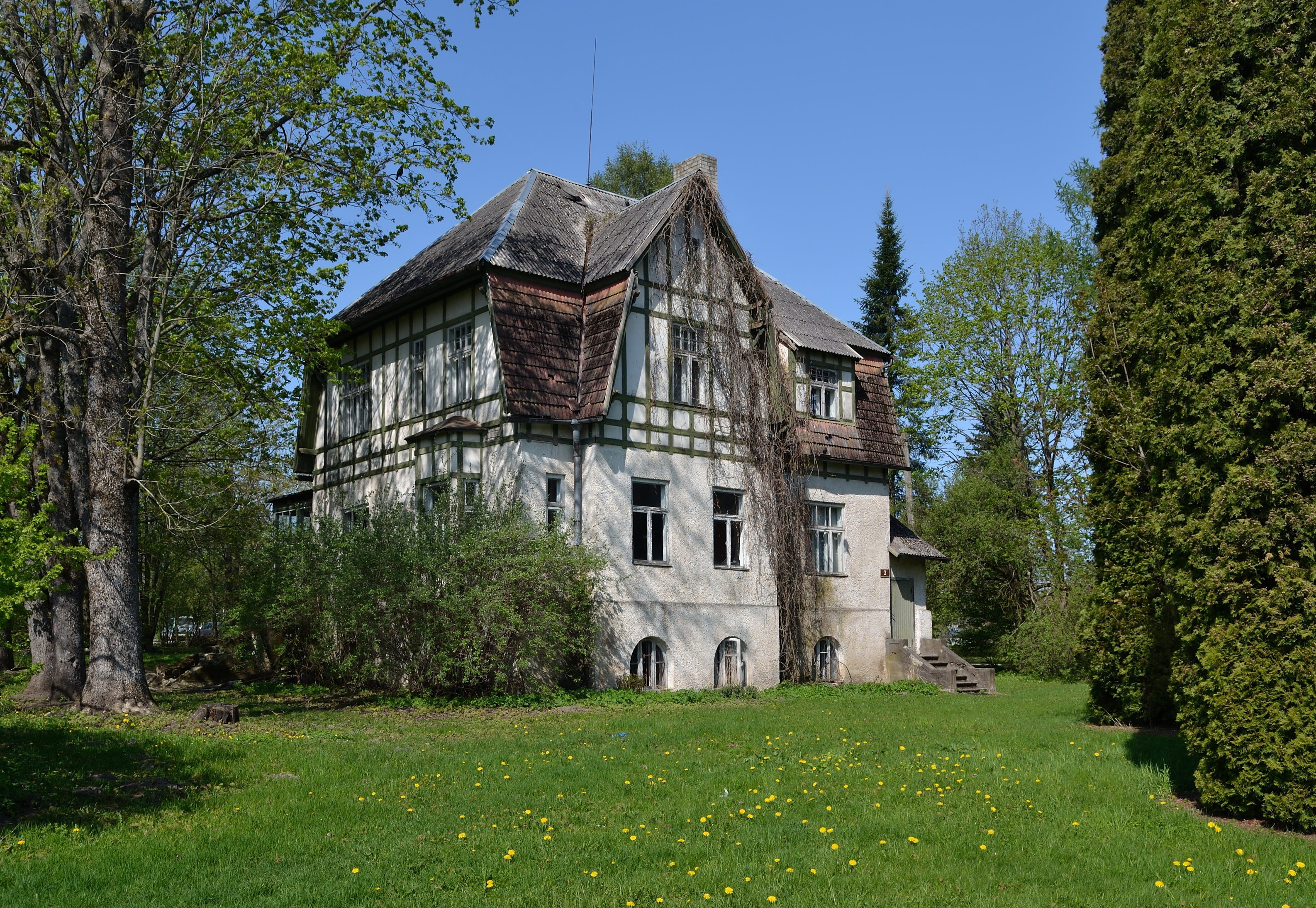
Villa Goldberg
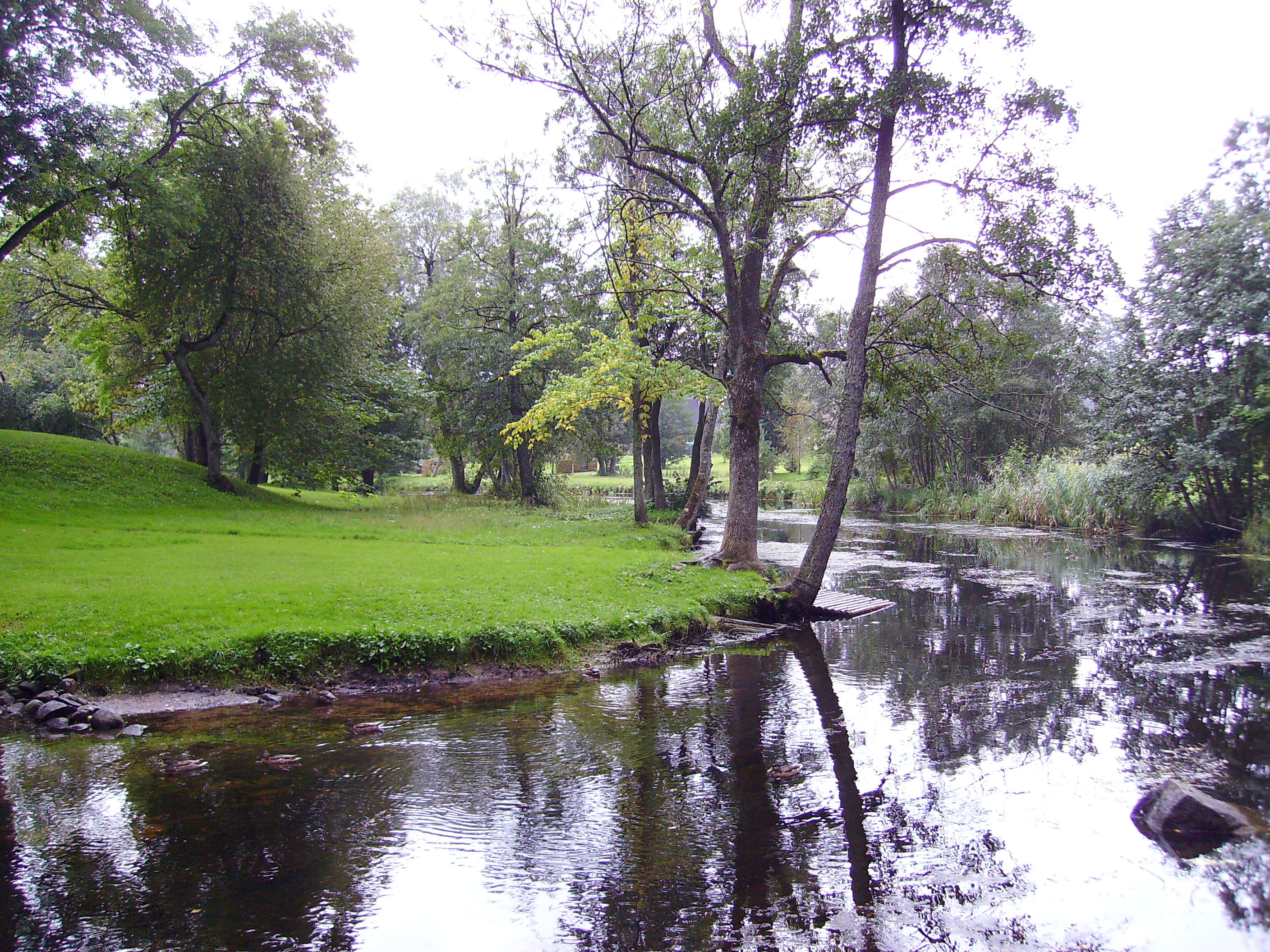
De rivier Amme
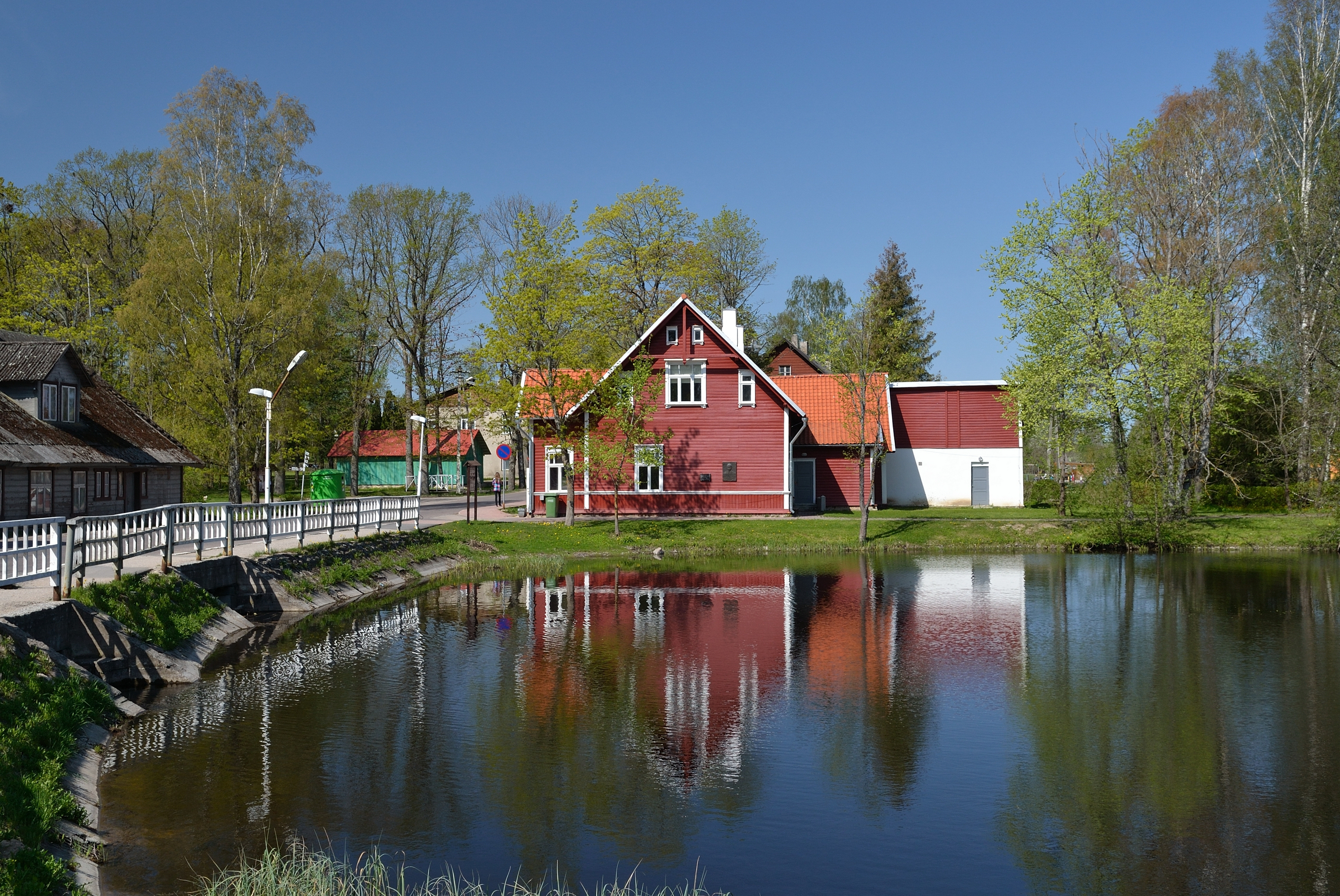
Kunstmatig meer in de loop van de Amme
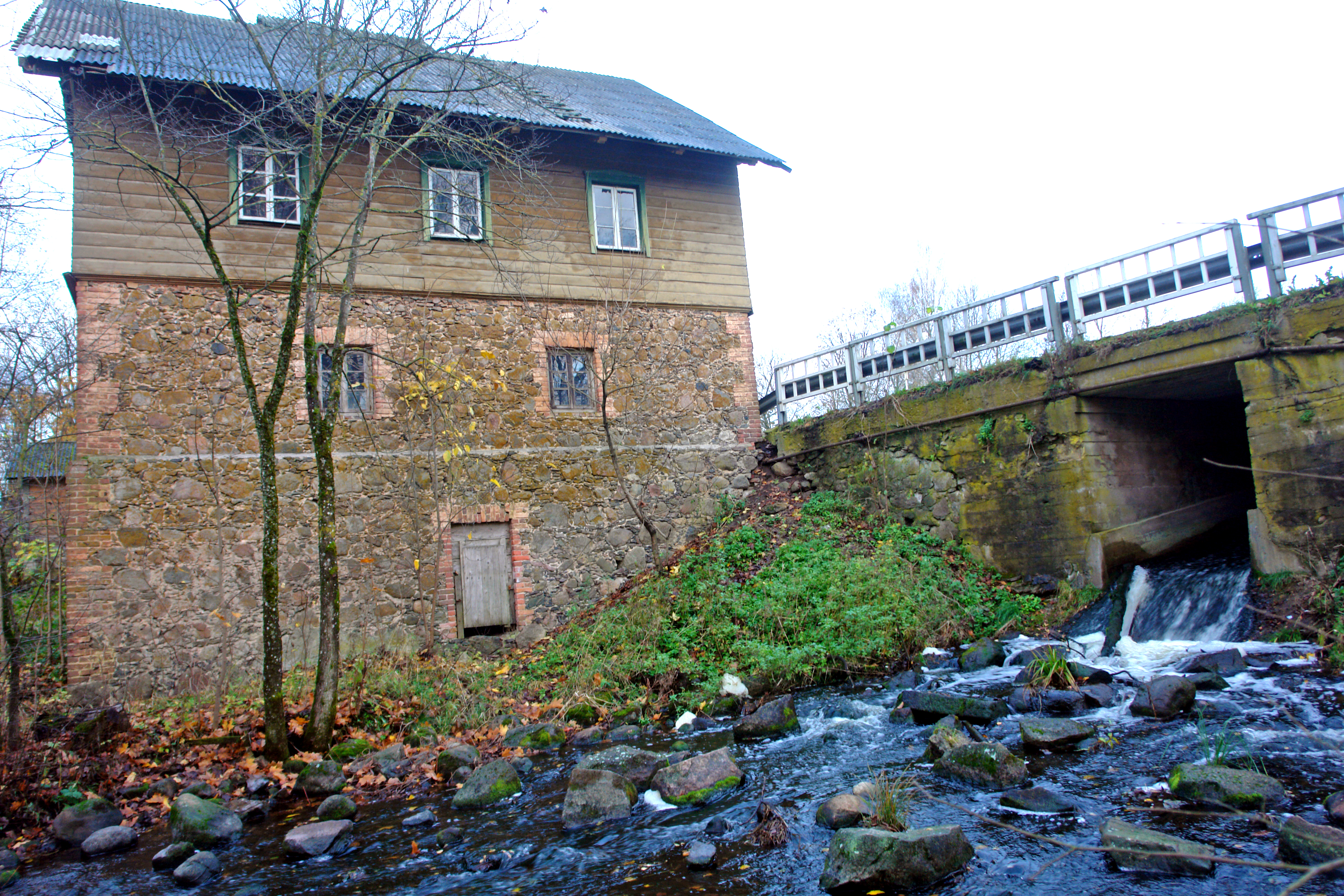
Watermolen bij Palamuse
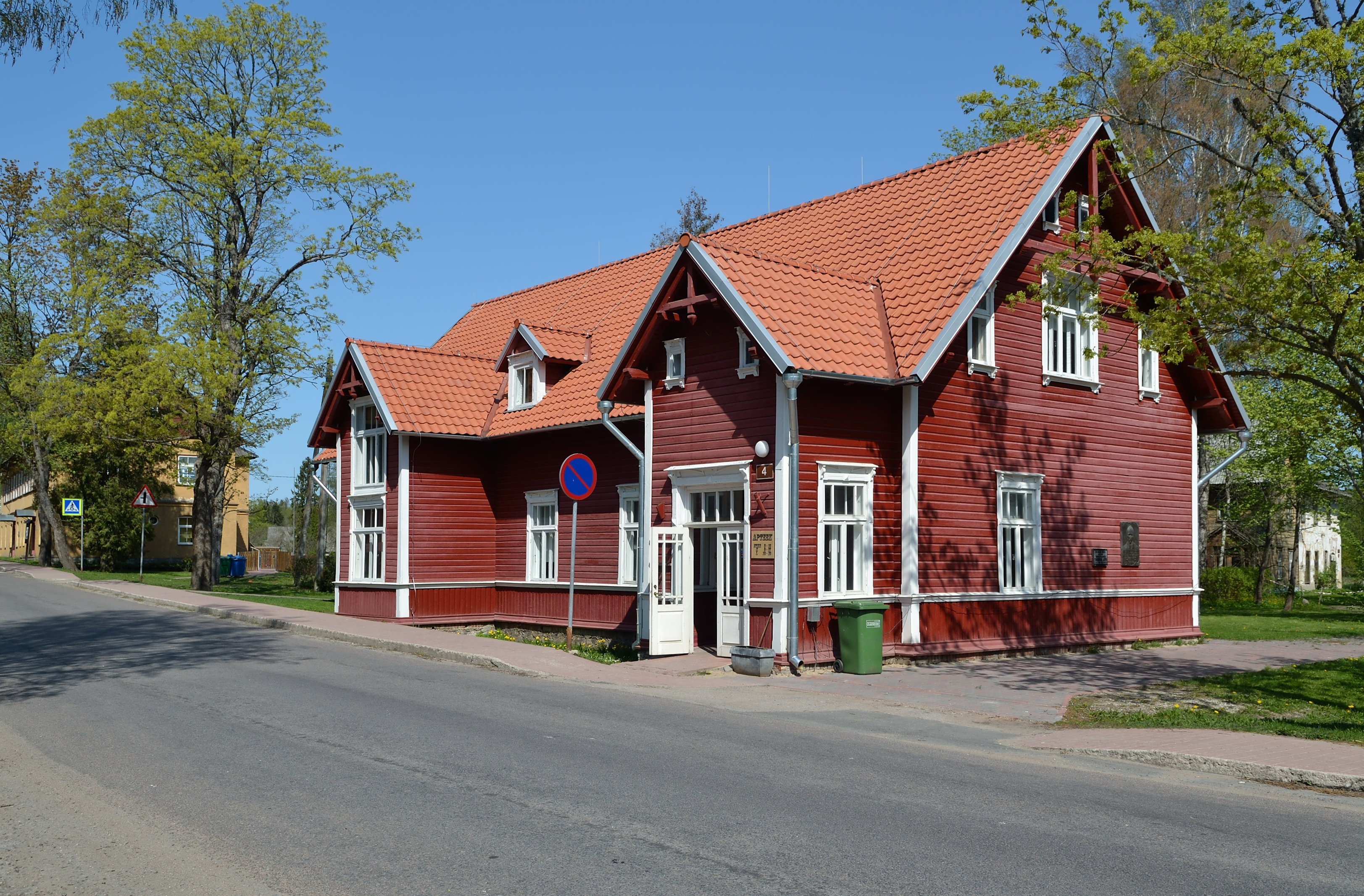
Apotheek